# Ovington (Essex)
Ovington is een civil parish in het bestuurlijke gebied Braintree, in het Engelse graafschap Essex. In 2001 telde het dorp 54 inwoners.